# Јауза
Јауза (рус. Яуза) река је у европском делу Русије која протиче преко територије Смоленске области и десна је притока реке Гжат (део басена реке Волге и Каспијског језера). Протиче преко северних делова Гагаринског рејона.
Након образовања Вазуског језера 1981. њено ушће налази се у јужним деловима језера. Укупна дужина водотока је 77 km, а површина сливног подручја 687 km². 
Након изградње Вазуског хидросистема 1978. чијим делом је постала и река Јауза, на њој је код села Карманово подигнуто вештачко Јауско језеро.